# Geissorhiza pusilla
Geissorhiza ornithogaloides

Geissorhiza pusilla (лат.) — многолетнее травянистое клубнелуковичных растение, вид рода Geissorhiza семейства Ирисовые (Iridaceae). Эндемик ЮАР.

## Описание
G. pusilla — клубнелуковичный геофит, высотой 7-25 см. Клубнелуковица шаровидная, явно асимметричная с направленным вниз гребнем с одной стороны, 4-10 мм в диаметре. Чешуйки светло-коричневые, концентрические. Стебель простой или с 1 или 2 ветвями. Листев от 2 до 4: нижние 2 или 3 базальные, доходящие до основания колоса, ланцетные, прямые или серповидные, шириной 3-8 мм, края и часто влагалища и нижние части лопастей мягко длинноволосистые, края часто реснитчатые. Верхние стеблевые листья меньше, обычно в основном обволакивают стебель, самые верхние самые короткие и часто полностью обволакивают. Колос содержит от 2 до 6 цветков; прицветники снизу, коричневые и сухие и раскидистые в верхней половине, 5-8 мм длиной, внутренние короче внешних. Цветки актиноморфные, вращающиеся, бледно-голубые или сине-лиловые. Трубка околоцветника воронковидная, длиной 1-2 мм; листочки околоцветника эллиптические, 7-10 x 3-4 мм. Тычиночные нити прямые, равные, длиной ± 2 мм; пыльники длиной ± 3 мм, желтые. Столбик длиной 4-5 мм, веточки длиной ± 1 мм. Плоды — коробочки обратнояйцевидные или почти шаровидные, длиной 5-7 мм.
Таксономически изолированный вид, Geissorhiza pusilla выделяется в подгруппе Weihea своими плоскими, мягко волосистыми листьями с реснитчатыми краями и небольшими синими или сине-лиловыми цветками. Он очень похож на обыкновенную Geissorhiza aspera, которая имеет почти чёрные, черепитчатые чешуйки клубнелуковиц, характерные для подгруппы Geissorhiza, опушённый стебель и обычно неравные тычинки с одной более короткой нитью. Geissorhiza pusilla имеет светло-коричневые концентрические чешуйки клубнелуковиц, безволосый стебель и тычинки одинаковой длины.

## Распространение и местообитание
G. pusilla — эндемик ЮАР. Произрастает в Западно-Капской провинции от Капского полуострова до Паарла. Эндемик Капского полуострова и близлежащих холмов в Западно-Капской провинции, возможно, простирающийся до Каледона. Предпочитает влажные тенистые места, в основном горные местообитания на низких и средних высотах. Растёт обычно на сланцевых или гранитных почвах.